# Franc Berneker
Franc Berneker, včasih omenjan tudi kot Fran Berneker, slovenski kipar, * 4. oktober 1874, Legen pri Slovenj Gradcu, † 16. maj 1932, Ljubljana.
Berneker je svoje kiparsko znanje začel nabirati v podobarskih delavnicah, nadaljeval pa je na dunajski akademiji upodabljajočih umetnosti, kjer je študiral pri profesorju Hellmerju.
Berneker je svoja najboljša dela ustvaril na Dunaju, po vrnitvi v domovino pa se je nekako izgubil in potonil v pozabo. Veliko se je ukvarjal z nagrobniško plastiko. Za Bernekerjeve nagrobne portrete je značilna mehka modelacija, temno poudarjanje oči upodobljenca in manj detajlno izdelano oblačilo, ki se izgublja v ozadju. 
Kot prvi med našimi umetniki je Berneker poveličal človekovo socialno trpljenje. S svojimi pretresljivimi kompozicijami pa Berneker ni želel podati socialne obsodbe, temveč je bil to le izraz njegovega čuta za sočloveka. Po lastnih besedah je želel material tako oživiti, da bi postal življenje, ki ga je sam videl. S svojim osebnim lirizmom in s tem povezano kiparsko formo, mehko modelirano, razkrojeno s slikovnimi pobliski površine, se je odrekel akademskemu realizmu in se približal rodinovemu izrazju. Z njim je slovenska moderna začela dobivati zagon, katerega vrh je dosegla z deli kiparja Lojzeta Dolinarja. Berneker je umrl v revščini leta 1932 v Ljubljani.

## Dela
- Beda
- Katastrofa
- Naplavljenca
- Spomenik Primožu Trubarju
- Portret Otona Župančiča
- Portret Vatroslava Oblaka
- Portret Ivana Dečka
- Portret Nade Simonič
- Doprsni kip Ivana Serneca
- Portret Ane Dimnik
- Portret Viktorja Korsike

### Osnutki
Berneker je ustvaril tudi nekaj osnutkov, s katerimi se je javljal na natečaje, a jih ni nikoli dokončal in so večinoma izginili.
- Osnutek portreta Simona Gregorčiča
- Osnutek spomenika septembrskih žrtev
- Zemlja
- Nagrobnik Pavla Turnerja (leta 1929 so nagrobnik po njegovem osnutku tudi izklesali in postavili)